# Карагайелга (приток Шиды)
В Ишимбайском районе есть другая река Карагайелга (приток Селеука)
Карагайелга — река в Ишимбайском районе Башкортостана, левый приток Шиды.
Берёт начало на западном склоне хребта Кадералы на высоте около 500 м. Течёт в северо-западном направлении вдали от населённых пунктов. По берегам реки произрастают клён, липа и ива. Впадает в Шиду в километре к западу от деревни Арларово на высоте около 230 м. Длина реки составляет около 5 км.

## Притоки
Крупнейший правый приток Карагайелги река Сумгак. Он берёт начало в полукилометре от истока реки Туманы, притока Шиды. Течёт на запад через леса и впадает в Карагайелгу. Длина реки Сумгак составляет около 2 км.